# パークス天文台
パークス天文台（Parkes Observatory）は、オーストラリア連邦ニューサウスウェールズ州パークスにある電波天文台である。オーストラリア連邦科学産業研究機構の下部組織であるオーストラリア国立望遠鏡機構が運営を行っている。

## 概要
口径64mの電波望遠鏡を核とする電波天文台である。南半球では、アメリカ航空宇宙局のディープスペースネットワークキャンベラ深宇宙通信施設の口径70mに次いで第2位の口径を持つ。天体観測では現在知られているパルサーの半分以上がこの電波望遠鏡で発見されている。

## 電波望遠鏡としての性能
望遠鏡自体の口径は64mだが、内側の直径17m分は高精度アルミパネル、その外側から直径45mまでは穴のあいたアルミパネル、その外側は鉄線のメッシュになっている。このため、観測する周波数によって使用できる口径が異なり、43GHzでは最も内側の口径17m分しか使えない。
観測可能な周波数は400MHzから43GHzである。1.5GHz帯では20素子、6GHzでは7素子の受信機が利用できる。

## 宇宙探査における活躍
NASAと提携してガリレオやカッシーニなど多くの惑星探査機の追跡、通信を担当している。アポロ11号の月面着陸を映した映像を受信したことが有名で、2000年に『月のひつじ』で映画になった。